# Alpha Wann
Alpha Wann, pseudonimo di Alpha Oumar Wann (Parigi, 2 luglio 1989), è un rapper francese.
Fa parte del vecchio gruppo rap francese 1995, del quale è membro fondatore ed è vicino al collettivo L’Entourage, di cui non fa più parte.
Dopo aver intrapreso una carriera da solista, pubblica tre EP successivi, la trilogia Alph Lauren. Il 21 settembre 2018, pubblica il suo primo album, Une main lave l'autre (UMLA). Certificato disco d’oro un anno dopo, riceve il disco di platino nel 2022.

## Biografia
Nato da genitori di origine guineana, Alpha Wann trascorre i primi dieci anni della sua vita a Fontenay-aux-Roses, a sud di Parigi per poi trasferirsi successivamente nel 14arrondissement di Parigi nel quartiere di Pernety.
Alpha Wann si mostra per primo all'interno del gruppo 1995 di cui è fondatore insieme ad Areno Jaz. Successivamente entra a far parte del gruppo anche Nekfeu. Pubblicano l'EP La Source nel giugno 2011 e, nello stesso anno, Wann collabora con Nekfeu in En sous-marin, un net-tape di nove tracce.
Wann crea la sua etichetta, Don Dada Records, nel 2013 con Hologram Lo' e Marguerite du Bled. Intraprende la carriera da solista dal 2014 e pubblica il suo primo EP, Alpha Lauren. Due anni dopo, pubblica il suo secondo EP, Alpha Lauren 2 al quale segue Alpha Lauren 3, uscito nel 2018.
Parallelamente alla musica, dal 2015, con il suo compagno Hologram' Lo, produce tessuti con il marchio Don Dada Athletics. Il marchio offre, tra le altre cose, felpe, t-shirt e berretti. Nel corso degli anni si è affermata per offrire oggi gamme sempre più estese e di successo. Le collezioni che vengono annunciate sono ogni volta attese con ansia dai fan, come dimostra la carenza di scorte in pochi minuti, ad ogni uscita.
A gennaio 2019, Alpha Wann ha annuncia sui propri social network che il gruppo 1995 non avrebbe più pubblicato progetti.
Appare nell'album Les Étoiles vagabondes di Nekfeu pubblicato il 6 giugno 2019, nel il titolo Compte les hommes.
Rivela estratti di un possibile progetto futuro sul suo account Instagram a settembre 2020, lasciando intendere che il rapper stia lavorando ad un nuovo album previsto per la fine dello stesso anno. Il 18 dicembre esce Don Dada Mixtape Vol. 1, con la partecipazione di Nekfeu, Kaaris, Freeze Corleone e altri. Il mixtape riscuote un enorme successo con 24 291 vendite nella prima settimana, diventando così il più grande successo commerciale della sua carriera. A febbraio 2021, il mixtape è certificato oro, poi, a febbraio 2022, certificato platino con 100 000 vendite.

## Discografia

### Album in studio
- 2018 – Une main lave l'autre

### Mixtape
- 2020 – Don Dada mixtape vol. 1

### EP
- 2014 – Alph Lauren
- 2016 – Alph Lauren 2
- 2018 – Alph Lauren 3
- 2019 – PPP